# Rhomborhina polita
Rhomborrhina polita (лат.) — вид пластинчатоусых жуков из подсемейства бронзовок (Cetoniinae). Распространён в Японии: на острове Кюсю. Длина тела 25,4—30 мм; ширина — 13,1 мм. Имаго блестящие, одноцветные, окрашены в чёрный.
Вид жуков Rhomborhina taiwana был первоначально описан как подвид Rhomborrhina polita taiwana Sawada, 1949.